# Fangming Cheng
Pour les articles homonymes, voir Cheng.
Fangming Cheng (en chinois : 程 方明) est un biathlète chinois, né le 28 mars 1994 à  Shangzhi.

## Biographie
Il commence le biathlon en 2011, puis fait ses débuts internationaux en 2012 lors des Jeux olympiques de la jeunesse, à Innsbruck, où il remporte respectivement la médaille d'or et celle de bronze au sprint et à la poursuite.
Lors de la saison 2013-2014, il fait ses débuts en IBU Cup, puis en Coupe du monde.
En septembre 2016, il est suspendu deux ans en raison de son contrôle positif à l'hydrochlorothiazide, un diurétique.
De retour en compétition en fin d'année 2019, le Chinois est performant sur l'étape d'ouverture de la Coupe du monde à Östersund, avec le 22e rang sur l'individuel. Après ses Championnats du monde seniors, à Antholz-Anterselva, il obtient la seizième place du sprint à Nové Město, résultat qui le qualifie pour la mass-start, soit une première pour un Chinois depuis 15 ans.
En janvier 2022, Cheng signe son meilleur résultat en Coupe du monde avec une douzième place au sprint à Oberhof.
Il fait partie de l'équipe chinoise pour les Jeux olympiques d'hiver de 2022, à Pékin, où il prend la 32e place en sprint, la 22e place en poursuite, la 69e place à l'individuel, la 30e et dernière place à la mass-start, la 15e place du relais mixte et la 16e du relais masculin.

## Palmarès

### Jeux olympiques d'hiver
| Épreuve / Édition          | Individuel | Sprint | Poursuite | Mass start | Relais | Relais mixte |
| Jeux olympiques 2022 Pékin | 69e        | 32e    | 22e       | 30e        | 16e    | 15e          |

Légende :
- - : non disputée par Cheng

### Championnats du monde
| Édition / Épreuve       | Individuel | Sprint | Poursuite | Mass start | Relais | Relais mixte | Relais mixte simple |
| ----------------------- | ---------- | ------ | --------- | ---------- | ------ | ------------ | ------------------- |
| Antholz-Anterselva 2020 | 56e        | 66e    | -         | —          | 18e    | 21e          | -                   |

Légende :
- — : non disputée par Cheng

### Coupe du monde
- Meilleur classement général : 53e en 2020.
- Meilleur résultat individuel : 12e.

#### Classements en Coupe du monde
| Saison    | Classement général final | Individuel | Sprint | Poursuite | Mass start |
| 2019-2020 | 53e                      | 42e        | 49e    | nc        | 43e        |

### Jeux olympiques de la jeunesse
- Innsbruck 2012 :
  -  Médaille d'or du sprint.
  -  Médaille de bronze de la poursuite.